# Ventalló
Ventalló és un municipi de la comarca de l'Alt Empordà.

## Geografia
- Llista de topònims de Ventalló (Orografia: muntanyes, serres, collades, indrets..; hidrografia: rius, fonts...; edificis: cases, masies, esglésies, etc).

Té una extensió de 25,21 km², és situat a la riba dreta del Fluvià, a la conca baixa d'aquest riu. S'estén des de les serres de l'interfluvi del Fluvià i del Ter (serra de ventalló. 172 m d'alt), que assenyalen l'inici dels terraprims, i ocupa una bona part de la plana al·luvial fins a tocar els aiguamolls propers a la costa. El seu territori no arriba fins a la mar, però el seu extrem oriental, a Pelacalç i a Montiró, només se'n separa uns dos quilometres. El territori és drenat per diverses rieres que desguassen al Fluvià, entre les quals el torrent Madral, que es forma als contraforts sud-orientals de la serra de Ventalló. El Fluvià fa de divisoria septentrional del terme amb els de Torroella de Fluvià i Sant Miquel de Fluvià. A ponent el terme limita amb Sant Mori i Vilopriu, a migdia amb Garrigoles i Viladamat i a llevant amb l'Armentera. El terme comprèn, a part del cap de municipi, els pobles de Montiró, Pelacalç, Saldet, Valveralla i Vila-robau.
Travessa el terme de SW a NE l'antiga carretera d'Orriols a l'Armentera i a l'altura del poble de Ventalló surt la bifurcació que mena a L'Escala (enllaç de la costa amb la carretera general i l'autopista); ambdues enllacen a llevant de Ventalló amb la comarcal de la Bisbal a Portbou que travessa en diagonal la part oriental del terme.
El lloc, que pertanyia al comtat d'Empúries, és esmentat el 1017 en una butlla de Benet VII per la qual confirma al Monestir de Sant Esteve de Banyoles unes possessions a Ventajone. Al segle XII el comte del Rosselló hi tenia albergs. El monestir de Sant Miquel de Fluvià també hi posseïa béns, que al segle XII passaren a la família Perramon. Al segle xv els Caramany eren senyors de Ventalló. El 1698 el lloc, juntament amb els de Montiró, Saldet, Vila-robau i Valveralla, era propietat dels ducs de Cardona.
L'església de Ventalló fou agregada a la parroquial de Sant Vicenç de Valveralla fins al 1606, que va ser declarada parròquia independent. El delme de Ventalló i de Valveralla pertanyia al bisbe de Girona, que el 1256 el tenia infeudat a Arnau de Requesens i el 1317 a Pere Astruc, fill de Berenguer de Castelló. La notícia repetida sovint, segons la qual el 1316 sortia esmentat el castrum de Ventilione, va ser desmentida a finals del segle xx. El poble estigué defensat, però, per fortificacions de les quals resten escasos vestigis.
A la part accidentada del terme hi ha bosc de pinedes; els de pins bords són característiques dels terraprims. El bosc, però, ha estat delmat per incendis, al sector SW. El regadiu és en expansió i als terrenys fèrtils de la plana hom conrea farratges, arbres fruiters, en expansió, i hortalisses, que han anat subsistint, en els darrers anys, les vinyes i, especialment, els olivars, molt minvats després del gran fred del febrer de 1956, fet que va obligar a importar primera matèria per a mantenir la producció del famós oli de Ventalló'. Té importància la cria de bestiar boví i porcí i l'avicultura, amb activitats derivades, magatzems, pinsos, etc...A la part oriental del terme s'hi havia conreat arròs, conreu que s'incrementà a la post-guerra i posteriorment s'anà reduint (el 1959 s'hi dedicaven només 40 ha) fins a desaparèixer el 1961. A la riba del Fluvià s'explota l'arena al·luvial per a materials de la construcció.

## Elpoble
El poble de Ventalló (28 m d'altitud) és a la dreta de la riera de Caudet, o de Ventalló. Forma un nucli compacte amb els carrers estrets on es conserva un interessant conjunt d'edificis dels segles XVI al XVIII. Als afores, en la banda de ponent, hi ha el veïnat dels els Masos, d'origen més recent. L'església de Sant Miquel de Ventalló fou fins al 1606 sufragània de la parroquial de Valveralla. En aquest any fou erigida en parròquia independent. La Casa del Delme, és a la banda de migjorn de la plaça. Vora l'església hi ha Can Sastregener, del segle xvi, casa que conserva obertures renaixentistes. El Mas Perramon és a la part forana, al SW del poble. Diverses cases de Ventalló, per la seva proximitat a la costa, des de fa anys, han estat restaurades per artistes i literats principalment barcelonins. a la rodalia de Ventalló es van trobar restes de poblament neo-eneolític i un fons de cabana del bronze final.

## Casals notables
El Palau dels Margarit, al centre del poble, és conegut popularment per Ca l'Isern declarat Bé Cultural d'Interès Nacional. Altres casals notables són Can saliner i Can Galí.

## Llogarets
Pelacalç és un llogaret emplaçat a la plana, a la part oriental del municipi. És format per mitja dotzena de masies agrupades sobre una petita elevació, avui inapreciable. Hi hagué el Castell de Pelacalç medieval del qual en resten minsos vestigis, doncs els carreus foren aprofitats per bastir, després de la Guerra dels remences, la majoria de les cases del poble i la capella de l'Assumpta. Pelacalç és un indret ric en aigua la qual brolla o sorgeix de forma natural a les ulles o deus. Aquesta aigua fou conduïda mitjançant un rec anomenat lagulla (nom que deriva dulla) de Pelacalç. Aquest rec va a confluir al Riuet d'Empúries que es troba prop de Cinc Claus.
El lloc és documentat a la primera meitat del segle xiv. El 1312 Ponç de Caramany prestà homenatge al comte d'Empúries per una condomina situada al terme del castell de Pelacalç. El llinatge dels Caramany procedia de la Fenolleda. El personatge esmentat, Ponç de Caramany, s'havia casat amb Elionor de Requesens, filla de Francesc de Requesens i d'Agnès de Pelacalç. D'ací prové el domini d'aquesta família al lloc de Pelacalç. El 1316 fou redimit el bovatge de Pelacalç al comte emporità Malgaulí. El 1442 la senyoria d'un terreny del terme del castell de Pelacalç pertanyia pro indivís als senyors de Sant Feliu de la Garriga i a la casa Caramany. A partir del segle XVI foren senyors del lloc els Margarit. El 1640 durant la Guerra dels Segadors el castell i l'església de Pelacalç foren saquejats per les tropes castellanes com a represàlia contra Josep Margarit i de Biure.
Del castell de Pelacalç, que probablement fou destruït durant la guerra dels remences puix que algunes masies construïdes amb les seves ruïnes presenten detalls del segle xvi, degué restar alguna part fortificada, la qual va ser cremada durant la Guerra dels Segadors. Les restes que encara hi ha in situ són un mur cantoner de carreus escairats, paral·lel al carrer de Can Picó. Es pot veure el pati posterior de Can Xulles. Al SE del poble, en una pallissa situada al llevant de Can Maiol, hi ha un altre mur cantoner, d'aparell idèntic al mencionat, espitllerat. Aquestes restes es poden probablement datar als segles XII-XIII. Encara a Can Costal, a la part de llevant del poble, hi ha una petita estança coberta amb volta grassa i parets de pedruscall molt gruixudes, que hom anomena la Presó.
El reduït nucli de Pelacalç és un interessant conjunt arquitectònic del segle xvi, del qual, per dissort, algunes façanes han estat modificades. Entre els edificis d'interès, podem esmentar Can Picó, amb finestres gótico-renaixentistes amb relleus decoratius. Can Joanmiquel, (Bé Cultural d'Interès Local) amb finestres del mateix tipus i relleus populars del sol i d'animals fantàstics. Can Mallol, prácticamente abandonat té obertures sostingudes per mènsules.
La Capella de l'Assumpta de Pelacalç, és malgrat la tradició romànica de la planta, una construcció tardana i al seu parament es barregen pedres de totes mides sense treballar, carreus escairats i altres pedres treballades, prova que tot aquest material fou reaprofitat d'altres construccions, segurament procedents del castell de Pelacalç.
L'església de Santa Maria de l'Om, fou l'antiga parròquia del lloc. La Mare de Déu de l'Hom era invocada per ensenyar a parlar els infants, per tornar la parla als muts i, també, per demanar la pluja. No s'ha de confondre aquesta església amb el priorat homònim de Santa Maria de l'Om, de Masarac, on hi havia una comunitat monàstica que depenia de Santa Maria de Vilabertran.
El poble de Montiró és a llevant del terme, sobre una eminència de terreny avui imperceptible, al bell mig de la plana. És mes a prop de la vila de L'Armentera que no del poble de Ventalló. Sant Sadurní de Montiró és la seva església, protegida com a bé cultural d'interès local. Es troba al bell mig del poble, adossada a l'antiga rectoria.
A la riba dreta del rec del Molí de l'Armentera, a uns 300 m del Fluvià, hi el poble de Saldet, format per una dotzena de masos entorn de l'església. El terreny és mol fèrtil i les ribes del Fluvià són protegides per motes que serveixen de defensa en cas de riuades, que antigament afectaren el lloc en diverses ocasions, entre les quals la del 1421, que tant de mal va fer a tota la plana empordanesa. Les cases actuals s'aixequen sobre una capa de terres deixades per les aigües. El lloc que formà part del Comtat d'Empúries, és documentat el 859. L'església parroquial de Santa Eugènia de Saldet, és romànica. Uns 50 m a migdia de l'església de Santa Eugènia hi ha el Mas Clarà, que ostenta una inscripció en la clau de dovella del portal amb la data de 1540, de les més antigues que es troben a la comarca. Al paratge dels Mallols, prop del camí de Pallars, hi fou descoberta una necròpolis del Baix Imperi.

## Història
El 1316 fou redimit al comte d'Empúries el bovatge del lloc i parròquia de Montiró. Als nomenclàtors del segle xiv també figura l'església de Montiró com a parroquial. Sembla, doncs, que no era correcta la versió segons la qual l'antiga parròquia seria l'actual santuari de Santa Maria de l'Om.
L'actual municipi es va conformar el 1846 quan diversos pobles petits van ser units a Ventalló, fruit de la política de reducció del número de municipis.

## Política
L'alcaldessa d'aquest poble, des del 2019, es Maria Remei Costa Reig.
El topònim podria provenir un diminutiu de ventall, del nom propi llatí Ventileone o de l'àrab Ben Taijun.
Dins del municipi hi ha la Fundació Perramon, d'art contemporani.
| Entitat de població   | Habitants (2023) |
| Pelacalç              | 268              |
| Ventalló              | 250              |
| els Masos de Ventalló | 120              |
| Valveralla            | 87               |
| Saldet                | 65               |
| Vila-robau            | 65               |
| l'Arbre Sec           | 33               |
| Montiró               | 15               |
| Font: Idescat         |                  |

## Patrimoni
Entre el patrimoni arquitectònic hi figuren esglésies, (Església de Sant Miquel), Castells, Cases, Masos, Torres i fonts (Font de la Plaça de la Font). Hi ha jaciments documentats del segle I aC fins al segle VIII.

## Demografia
La població de Ventalló acusà un elevat augment durant el segle xix i el 1860 s'assolia la xifra de 1,176 habitants, que va disminuir molt en el curs del segle xx.
| 1497 f | 1515 f | 1553 f | 1717 | 1787 | 1857  | 1877  | 1887 | 1900 | 1910 |
| ------ | ------ | ------ | ---- | ---- | ----- | ----- | ---- | ---- | ---- |
| 60     | -      | 65     | 288  | 780  | 1.114 | 1.052 | 982  | 878  | 884  |

| 1920 | 1930 | 1940 | 1950 | 1960 | 1970 | 1981 | 1990 | 1992 | 1994 |
| ---- | ---- | ---- | ---- | ---- | ---- | ---- | ---- | ---- | ---- |
| 878  | 836  | 802  | 833  | 739  | 611  | 510  | 547  | 521  | 521  |

| 1996 | 1998 | 2000 | 2002 | 2004 | 2006 | 2008 | 2010 | 2012 | 2014 |
| ---- | ---- | ---- | ---- | ---- | ---- | ---- | ---- | ---- | ---- |
| 547  | 571  | 608  | 663  | 669  | 698  | 730  | 792  | 816  | 836  |

| 2016 | 2018 | 2020 | 2022 | 2024 | 2026 | 2028 | 2030 | 2032 | 2034 |
| ---- | ---- | ---- | ---- | ---- | ---- | ---- | ---- | ---- | ---- |
| 802  | 854  | 846  | 911  | 891  | -    | -    | -    | -    | -    |